# 新界區專線小巴28K線
新界專線小巴28K線是香港一條往來大埔墟站至沙田市中心的專線小巴路線，以沙田市中心的白鶴汀街作折返點，由馬亞木旗下的勝運實業有限公司承辦，方便大埔公路（大埔滘段）的居民往來港鐵大埔墟站、火炭站及沙田站接駁港鐵東鐵線，同時提供另一往來大埔墟及沙田市中心的選擇。
本線另設立輔助路線28S，循環來往白石角（天賦海灣）至沙田市中心，為樟樹灘村、黃泥塊村、坡面村村民提供直接往返沙田的公共交通服務，同時也是該帶及優景里、瞭望里一帶私人屋苑唯一一項公共交通服務。

## 簡介及歷史
- 2004年4月8日：運輸署公開招標3組共5條九龍及新界區專線小巴路線，本路線為其中一條[2]，以配合運輸署停止批出大埔公路（大埔滘段）往來九廣東鐵（即港鐵東鐵線）車站的居民巴士服務[3]。
- 2004年11月6日：投入服務，為小巴大王馬亞木首條服務大埔新市鎮至沙田新市鎮的專線小巴路線（首條馬亞木投得的往來沙田至大埔的專線小巴路線為807K，但只前往屬大埔區的西貢北，並非大埔新市鎮）。
- 2006年10月1日：來回程改經駿景路、樂信徑及樂景街。[4]
- 2014年3月16日：28S線投入服務。[5]

## 服務時間及班次
28K
- 每日大埔墟站開：0545-2302（7-10分鐘一班）

28S
| 每日白石角開26班車 | 每日白石角開26班車 | 每日白石角開26班車 | 每日白石角開26班車 | 每日白石角開26班車 | 每日白石角開26班車 | 每日白石角開26班車 | 每日白石角開26班車 | 每日白石角開26班車 |
| ------------------ | ------------------ | ------------------ | ------------------ | ------------------ | ------------------ | ------------------ | ------------------ | ------------------ |
| 07:00              | 07:30              | 08:05              | 08:35              | 09:10              | 09:45              | 10:15              | 10:45              | 11:20              |
| 11:50              | 12:25              | 13:00              | 13:45              | 14:20              | 14:55              | 15:25              | 16:00              | 16:35              |
| 17:05              | 17:40              | 18:10              | 18:45              | 19:15              | 19:50              | 20:25              | 21:00              |                    |

## 收費
28K
- 全程收費：$9.5
  - 大埔墟站往來黃宜凹：$4.9
  - 大埔墟站往來松仔園：$6.4
  - 大埔墟站往來鹿茵山莊：$7.4
  - 大埔墟站往來落路下：$9.5
  - 松仔園往來沙田市中心：$9.5
  - 鹿茵山莊往來沙田市中心：$7.4
  - 駿景園往來沙田市中心：$4.9
  - 運頭街往大埔墟站：$4.9

28S
- 全程收費：$9.5
  - 白石角往崇基書院：$7.4
  - 新翠山莊往沙田市中心：$7.4
  - 九肚山往沙田市中心：$4.9
  - 沙田大會堂往九肚山：$4.9
  - 沙田大會堂往新翠山莊：$7.4
  - 由火炭站往新翠山莊：$7.4
  - 崇基學院往白石角：$7.4

（上述2線所有車輛均接受八達通卡付款；上車及下車均可付款，不設找續。另若繳付短程分段收費，請通知車長調校八達通機。）

## 行車路線
28K

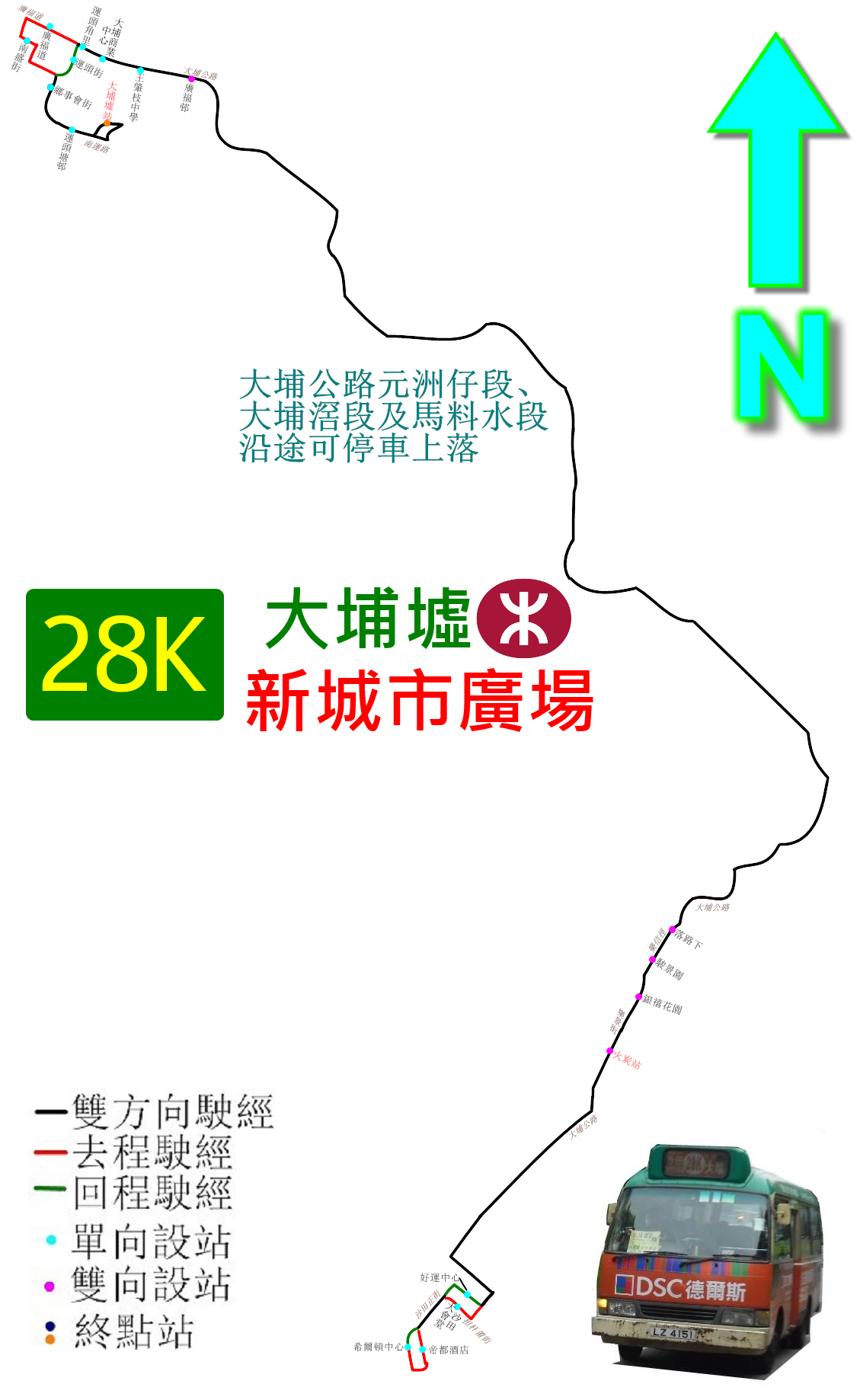
28K線的走線圖

大埔墟站開：雅運路，南運路，運頭街，鄉事會街，寶鄉街，南盛街，安富道，廣福道，大埔公路，駿景路，樂信徑，樂景街，火炭路，源禾路，擔杆莆街，沙田正街，白鶴汀街，沙田正街，橫壆街，源禾路，火炭路，樂景街，樂信徑，駿景路，大埔公路，廣福道，運頭街，南運路及雅運路。
28S

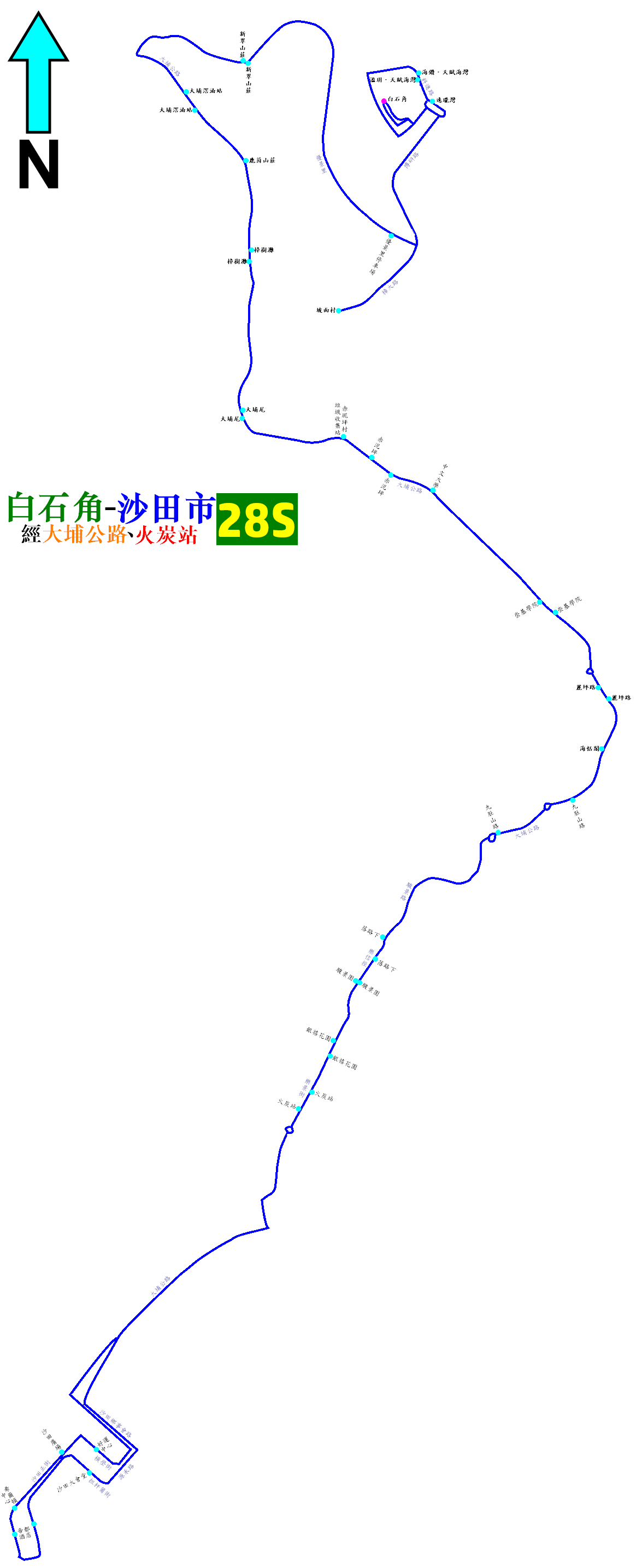
28S線的走線圖

白石角開：科城路、創新路、科進路、博研路、迴旋處、樟大路、未命名通路、樟大路、迴旋處、優景里、瞭望里、大埔公路 – 大埔滘段、大埔公路 – 馬料水段、駿景路、樂信徑、樂景街、火炭路、大埔公路 – 沙田段、沙田鄉事會路、源禾路、担杆莆街、沙田正街、白鶴汀街、沙田正街、橫壆街、源禾路、沙田鄉事會路、大埔公路 – 沙田段、火炭路、樂景街、樂信徑、駿景路、大埔公路 – 馬料水段、大埔公路 – 大埔滘段、瞭望里、優景里、迴旋處、樟大路、未命名通路、樟大路、迴旋處、博研路、科進路、創新路及科城路

## 用車
此路線全線用車均為豐田Coaster小巴。